# Соната для фортепіано № 27 (Бетховен)
Соната для фортепіано № 27 Л. ван Бетховена мі мінор, op. 90, написана в 1814 році, опублікована 1815 року з присвяченням князю Моріцу Ліхновському.
У сонаті дві частини, вперше у Бетховена позначені німецькою мовою:
1. Mit Lebhaftigkeit und durchaus mit Empfindung und Ausdruck (З живістю, сповненим почуттям і виразом)
2. Nicht zu geschwind und sehr singbar vorzutragen (Не дуже швидко і дуже наспівно)

Ця Соната завершує серію двочастинних сонат. Її дві частини протилежні за характером, перша — більш динамічна і імпульсивна, друга — більш наспівна. Перша частина написана у сонатній формі, головна тема складається з трьох речень, перше з яких покладено в основу розробки. Друга частина написана у формі рондо-сонати, головна партія проводиться тричі. Між другим і третім проведеннями — модулююча розробка.